# Pangako Sa ’Yo (Fernsehserie, 2015)
Pangako Sa ’Yo ist eine philippinische Drama-Fernsehserie, die vom 25. Mai 2015 bis zum 12. Februar 2016 auf ABS-CBN ausgestrahlt wurde. Sie ist eine Neuverfilmung der gleichnamigen Fernsehserie aus dem Jahr 2000 und wurde von Olivia M. Lamasan und Henry King Quitain adaptiert.

## Hintergrund
Die erste Episode der Serie hatte seine Premiere am 25. Mai 2015 auf ABS-CBN. Für die Serie wurden einige Stars der philippinischen Film- und Fernsehwelt gecastet. Nicht nur Kathryn Bernardo und Daniel Padilla, der die Hauptrolle übernahm, ist zu sehen. Die weibliche Hauptrollen übernahmen Jodi Sta. Maria, Angelica Panganiban und Ian Veneracion, die beide schon früher mit Bernardo und Padilla zusammengearbeitet haben. Regie führten Rory B. Quintos, Dado C. Lumibao, Olivia M. Lamasan, Cathy Garcia-Molina, Richard I. Arellano, Mae Cruz-Alviar, Richard Somes und Will Fredo.

## Besetzung
| Schauspieler           | Rolle                                           |
| Kathryn Bernardo       | Yna Macaspac-Buenavista / Maria Amor de Jesus   |
| Daniel Padilla         | Angelo Buenavista                               |
| Jodi Sta. Maria        | Amor de Jesus-Powers / Amor de Jesus-Buenavista |
| Angelica Panganiban    | Madam Claudia Salameda-Buenavista / Greta       |
| Ian Veneracion         | Eduardo Buenavista                              |
| Amy Austria-Ventura    | Belen Macaspac (Staffel 1 und 2)                |
| Ronnie Lazaro          | Francisco "Isko" Macaspac (Staffel 1 und 2)     |
| Andrea Brillantes      | Lia Buenavista (Staffel 1 und 2)                |
| Tirso Cruz III         | Gregorio "Greggy" Noble (Staffel 2)             |
| Juan Karlos Labajo     | Vincent "Amboy" Mobido (Staffel 1 und 2)        |
| Grae Fernandez         | Jonathan "Egoy" Mobido (Staffel 1)              |
| Sue Ramirez            | Joy "Ligaya" Miranda (Staffel 2)                |
| Diego Loyzaga          | David San Luis / David Powers (Staffel 1 und 2) |
| Dominic Roque          | Mark Delgado (Staffel 1 und 2)                  |
| Bayani Agbayani        | Bronson "Kabayan" (Staffel 2)                   |
| Mickey Ferriols        | Monay (Staffel 2)                               |
| Kristel Fulgar         | Ichu Miranda (Staffel 2)                        |
| Carla Martinez         | Leonora Villamejia-Salameda (Staffel 1)         |
| Bernard Palanca        | Anton Diego Buenavista (Staffel 1)              |
| Joem Bascon            | Caloy Macaspac (Staffel 1)                      |
| Alex Medina            | Simon Barcial (Staffel 1 und 2)                 |
| Jan Marini             | Lourdes Magbanua / Lourdes Abad (Staffel 1)     |
| Sunshine Garcia        | Julieta Macaspac (Staffel 1)                    |
| Erika Padilla          | Betty Mae Verseles (Staffel 1 und 2)            |
| Thou Reyes             | Takong (Staffel 1 und 2)                        |
| Niña Dolino            | Roma Christie (Staffel 1)                       |
| Angelu Alayon          | Red Macaspac (Staffel 1 und 2)                  |
| Arlene Muhlach         | Chef Jen (Staffel 1)                            |
| Lou Veloso             | Sous Chef Tony (Staffel 1)                      |
| Lollie Mara            | Yaya Pacita (Staffel 1)                         |
| Alexander Diaz         | Miguel Ramirez (Staffel 1 und 2)                |
| Pamu Pamorada          | Kim (Staffel 1)                                 |
| Vivieka Ravanes        | Alta (Staffel 1)                                |
| DJ Jhai Ho             | Coring (Staffel 1 und 2)                        |
| BJ Forbes              | Adam (Staffel 1)                                |
| Daniel Ombao           | Lloyd (Staffel 1)                               |
| Jeffrey Tam            | Mang Gabi (Staffel 1)                           |
| Manuel "Ku" Aquino     | Antonio Macaspac (Staffel 1)                    |
| Richard Quan           | Gov. Theodore "Teddy" Boborol (Staffel 1)       |
| Sarah Carlos           | Bea Bianca Bejerrano (Staffel 1)                |
| Kyline Alcantara       | Jessa Boborol (Staffel 1)                       |
| Clarence Delgado       | Bubwit (Staffel 2)                              |
| Patrick Sugui          | Lloyd Garcia (Staffel 2)                        |
| Angel Sy               | Sophia (Staffel 2)                              |
| Ayla Mendero           | Patty (Staffel 2)                               |
| Samantha Colet         | Zoe (Staffel 2)                                 |
| Kristine Sablan        | Daphne (Staffel 2)                              |
| Rubi Rubi              | Irma Marandanan (Staffel 2)                     |
| Christian Lloyd Garcia | Christian (Staffel 2)                           |